# 1993 aux Territoires du Nord-Ouest
Chronologie des Territoires du Nord-Ouest
- 1989
- 1990
- 1991
- 1992
- 1993
- 1994
- 1995
- 1996
- 1997

Cette page concerne les événements survenus en 1993 dans le territoire canadien des Territoires du Nord-Ouest.

## Politique
- Premier ministre : Nellie Cournoyea
- Commissaire :
- Législature :

## Événements
- 13 novembre : Jeannie Marie-Jewell devient la première femme président de l'Assemblée législative des Territoires du Nord-Ouest.

## Décès
- 13 juillet : Taamusi Qumaq (né le 1er janvier 1914), chef et ardent défenseur de la culture inuit. Il s'est opposé à la convention de la Baie-James. Il a publié une encyclopédie de la langue inuktitut. En 2010, les Presses de l'Université du Québec ont publié sa biographie, Je veux que les Inuit soient libres de nouveau[1].